# Пільгук Іван Іванович
 Іва́н Іва́нович Пільгу́к (нар. 20 грудня 1899, місто Решетилівка, Полтавський повіт, Полтавська губернія — пом. 18 липня 1984) — український письменник, педагог та літературознавець. Дослідник творчості Пантелеймона Куліша, автор історико-біографічних творів про Григорія Сковороду, Марію Заньковецьку, Івана Карпенка-Карого, Івана Котляревського, Івана Манжуру, Степана Руданського. Автор шкільних підручників з української літератури та праць з методики її викладання. Доктор філологічних наук, професор.

## Біографія
Народився 20 грудня 1899 року в місті Решетилівці на Полтавщині. Освіту здобув у початковій та вищепочатковій школах, 1917 року закінчив педагогічні курси в Полтаві. Згодом — учителював, співробітничав у газетах, почав писати художні твори, брав активну участь у культурному житті УНР. Щоправда, з 1919 мобілізований до російських окупаційних військ, бере участь у боях з Білою Армією та Повстанськими Отаманами України, зокрема був свідком загибелі Отамана Данила Терпила (Зеленого).
У 1920-х легалізувався в окупаційних органах УССР, зосередився на творчій роботі. 1935 працював викладачем історії української літератури інститутів Харкова та Києва.
Набутком читацького загалу стали історико-біографічні твори Івана Пільгука «Грозовий ранок», «Повій, вітре!», «Дуби шумлять», «Григорій Сковорода», «Пісню снує Черемош», «Іван Карпенко-Карий», «Марія Заньковецька». Після тривалої наукової роботи, письменник повернувся до художніх жанрів, якими розпочав літературну діяльність ще на початку 1930-х років, надрукувавши тоді окремими виданнями документальні нариси «Суцільні лани» (1931), «Назустріч струмові Дніпрогесу» (1932), «Атагас» (1932).
Під час Другої світової війни вивезений НКВД СССР до Башкортостану, де в Уфі був залучений до роботи евакуйованих органів АН УССР. Тут 1943 написав і видав історико-критичний нарис «Іван Котляревський. 1769—1838» та нарис про українську журналістику від альманаху «Молодик»
За час від перших публікацій до видання історико-біографічних повістей Іван Пільгук виховав не одне покоління педагогів. Колишній сільський учитель став професором, доктором філологічних наук, опублікував понад триста наукових праць, серед яких відомі монографічні дослідження «Т. Г. Шевченко — основоположник нової української літератури» (1954, 1963), «Степан Руданський» (1956), «Традиції Т. Г. Шевченка в українській літературі. Дожовтневий період» (1963), «Традиції Т. Г. Шевченка в українській радянській літературі» (1965), створив багато підручників із української літератури для середніх і вищих шкіл.

Могила Івана Пільгука, Байкове кладовище

1969 вийшла книжка поезій Пантелеймона Куліша з великою передмовою Івана Пільгука. Видання мало широкий відгук в окупації та у вільному світі. Юрій Шевельов писав: "Дослідники Куліша, що мусіли впритул підійти до писань Куліша, завжди відчували незручнсть при вимозі прикласти офіційну наличку. Навіть обережний Пільгук волів, хай лишивши «буржуазність», оминути другу половину формули — «націоналізм». Він говорив радше про «позиції буржуазного ліберала».
Якось у розмові Іван Іванович напівжартома зауважив: «Якби мені судилося працювати мулярем, то я за все своє життя, навіть при допомозі найновітнішої техніки, не міг би покласти таку кількість цеглин у будови, скількома примірниками моїх підручників протягом сорока років користувалися учні середніх шкіл та студенти. Писались ті підручники або самостійно, або у співавторстві».
Іван Пільгук постійно перебував під наглядом російських спецслужб, його викладацька діяльність загрожувала йому кримінальним переслідуванням. Його студент — у майбутньому відомий філолог — Василь Яременко згадував: «Битий історією та комуністичною системою, він читав обережні лекції. ….Він запрошував мене після лекцій прогулюватися вулицями Києва. То були незабутні прогулянки. Я довідувався де денікінськими багнетами був прикінчений Василь Чумак, де жив Антонович, Заньковецька, Лисенко, Грушевського, де на Безаківській була книгарня „Киевской старини“ і хто в ній збирався»
Помер на 85-му році життя 18 липня 1984 року. Похований на Байковому кладовищі (північна частина ділянки № 33, 50°25′3.11″ пн. ш. 30°30′4.16″ сх. д. / 50.4175306° пн. ш. 30.5011556° сх. д.).

## Твори
- Грозовий ранок
- Дуби шумлять
- Пісню снує Черемош
- Марія Заньковецька (1978)